# Trogloblattella nullarborensis
Trogloblattella nullarborensis är en kackerlacksart som beskrevs av M. Josephine Mackerras 1967. Trogloblattella nullarborensis ingår i släktet Trogloblattella och familjen småkackerlackor. Inga underarter finns listade i Catalogue of Life.